# 宮入バルブ事件
宮入バルブ事件(みやいりバルブじけん)は、2003年末から2004年にかけて日本で起きた企業買収をめぐる紛争である。宮入バルブ製作所に対して松佳(現バナーズ)・畑崎広敏らのグループが仕掛けた敵対的買収に対する防衛策として新株発行による第三者割当増資が図られたが、これが裁判所によって差し止められた事件である。
なお、宮入バルブ製作所では1989年にも高橋久雄の率いる高橋産業との間で経営権争いを起こしており、この紛争を指して宮入バルブ事件と称することもある。この際にも買収防衛策として新株発行がなされ、高橋産業はこれが有利発行であるにもかかわらず株主総会決議を経ていないとして差止めを求めた。しかし、当時の日本証券業協会の自主ルールに従い発行価額が直近6ヶ月の平均株価の90%に設定されていたことから、東京地裁は市場価格に比べ極端に安いとはいえず、有利発行ではないと判断し申請を却下した。
この項目では、2003年末から2004年にかけての事件について述べる。

## 事案

### 経緯
2002年ごろから株式会社宮入バルブ製作所(以下宮入バルブ社)の株式を買い集めていたX1、X2、及びX3会社は、平成15年末には同会社の大株主となっていた。彼らは2004年2月27日に、取締役及び監査役の選任決議案を株主提案として提出した。これに対し宮入バルブ社の取締役会は同年5月18日、第三者割当増資によりAに対して、発行価額393円で770万株の新株発行を行うことを決議し、翌日これを公告した。
そこでX1、X2、X3会社にX4会社が加わり、商法280条ノ10(現行会社法210条各号に対応)に基づき、この新株発行の差止めの仮処分を申立てた。その際の主張は以下の通りである。
- 本件における発行価額393円は｢特ニ有利ナル発行価額｣にあたり株主総会の特別決議が必要である(商法280条ノ2第2項、343条1項。現行会社法199条3項、309条2項5号に対応)ところ、本件ではこれを経ていないのであるから、違法な新株発行である。
- 本件新株発行は、現経営陣の経営権の維持を目的としたものであり、著しく不公正なる方法[4]にあたる。

### 状況
宮入バルブ社は申立当時、発行可能株式数2400万株、発行済株式数1630万株であった。このうち、X1が121.2万株、X2が152.7万株、X3会社が230.6万株、X4会社が94.3万株を保有し、4者を合わせて598.8万株、発行済株式数の36.7％を占めていた。有利発行をするためには株主総会における特別決議が必要であり、4者を合わせるとこれを阻止することが可能な数であった。
本件における新株発行は発行可能株式総数の限界まで行うものであり、また平成16年6月に予定されていた株主総会における議決権の基準日を新株発行の申込・払込期日の翌日とすることで議決権をAにも与えるものとするなど、Xらの企業買収に対する防衛策としての色彩が強かった。

## 双方の主張
訴訟では、393円という発行価額が｢特ニ有利ナル発行価額｣に当たるか、すなわち公正な発行価額とはいかなる金額かが主要な争点となった。これに対する双方の主張は以下の通りである。

### 債権者の主張
Xらは、本件における株式価値は、①新株発行決議の直前日(平成16年5月17日)の時価である1010円、②それに0.9を乗じた金額である909円、③同日から遡って6ヶ月間の平均株価である721円67銭、④それに0.9を乗じた金額である650円、のいずれかであると主張した。その根拠として、日本証券業協会の定めた自主ルールである｢第三者割当増資の取扱いに関する指針｣において、｢発行価額は、当該増資に係る取締役会決議の直前日の価額（直前日における売買がない場合は、当該直前日からさかのぼった直近日の価額）に0.9を乗じた額以上の価額であること。ただし、直近日又は直前日までの価額又は売買高の状況等を勘案し、当該決議の日から発行価額を決定するために適当な期間（最長六か月）をさかのぼった日から当該決議の直前日までの間の平均の価額に0.9を乗じた額以上の価額とすることができる。｣とされていることを挙げている。

### 債務者の主張
宮入バルブ社は、本件における株式価値は、発行価額と同額である393円であると主張した。その根拠として、①類似業種算定法により算出された252円25銭、②売上高、営業利益などの予想値から絶対評価基準として算出された338円、③平成16年3月31日までの6か月間の債務者の平均株価589円、の3種類の価格を単純に平均したものを株式価値とした｢専門的知識を有する第三者による鑑定｣を挙げている。
また、取締役会直前日でなく同年3月31日を平均株価の起算点とした理由として、以下のように主張した。宮入バルブ社の株価は平成16年1月頃から急騰しており、これはXらによる株価操縦・投機を目的とした違法な買占めによるものである。したがって、5月17日時点の1010円という時価は、公正価額の算定基礎から排除するべきであるとした。

## 裁判所の判断
東京地決平成16年6月1日判時1873-159は、以下のように判断して債権者Xらの主張を認めた。

### 有利発行か否か
東京地裁は、まず横河電機事件(最判昭50.4.8民集29-4-350)を引用して、同判決の趣旨を踏襲した。すなわち、｢特ニ有利ナル発行価額｣とは公正な発行価額よりも特に低い価額を言う。そして公正価額とは、既存株主の利益保護のために、原則としては時価を指す。もっとも、完全に時価と等しい場合資金調達の目的を達しえなくなる危険があるため、｢諸事情を総合し、旧株主の利益と会社が有利な資本調達を実現するという利益との調和｣として、若干の引き下げをすることは認められる、とした。しかし本決定は、さらに一歩踏み込み、公正価額というためには、原則として｢発行価額決定直前の株価に近接していることが必要｣と判示した。
その上で、本件における発行価額である393円は、発行価額決定直前の株価である1010円の39%に過ぎない、とした。さらに、Xらの主張した自主ルールを｢旧株主の利益と会社が有利な資本調達を実現するという利益との調和の観点から日本証券業協会における取扱いを定めたものとして一応の合理性を認めることができる｣として肯定し、それに基づいて計算した価額と比べても低廉であるとした。そして、この著しい乖離を正当化する理由はなく、公正発行価額の趣旨に照らし合理的であるとはいえない、とした。
また、前述した宮入バルブ社による｢Xらの買占めによる価額の不当な騰貴を公正価額の算定から排除すべき｣との主張も、以下のように判断して退けた。すなわち、Xらが株式を大量取得したことにより株価が騰貴したことは事実であるが、この大量取得は企業買収を目的として長期的保有のために行ったものであり、株価操縦や投機を目的としたものではない。また、同時期に宮入バルブ社の業績も向上し、同業他社の株価も同様に高騰していることから、宮入バルブ社の株価の高騰が一時的な現象にとどまるものではない、とした。したがって、この株価の上昇も、公正価額の算定に参入するべきであるとした。
したがって、本件新株発行は有利発行に当たり、株主総会の特別決議を経ずに行われた違法があり、Xらはこの新株発行の差止請求権を有する、とした。

### 保全の必要性
差止めの仮処分のためには、仮処分命令の必要性が要求される(民事保全法23条2項)。この点について裁判所は、平成16年6月に予定されていた株主総会において議決権を行使できなくなることをもって｢著しい損害を被るおそれ｣を認め、また新株発行が現に行われた後には新株発行無効の訴え(商法280条ノ15、現行会社法828条1項2号に対応)によって無効とすることもできなくなることをもって保全の必要性も肯定した。

## 意義

### 会社法上の意義
有利発行か否かの判断基準となる｢公正な発行価額｣の算定は、一般に容易でない。特に、買収防衛策として新株発行がなされる場合、買収攻勢の効果として株価が高騰していることがしばしばあり、それを公正な発行価額の算定の基礎にどの程度参入するべきかがかねてより問題とされ、学説や裁判例も分かれていた。本決定は、｢発行価額決定直前の株価に近接していることが必要｣と断じた上で、日本証券業協会の自主ルールをほぼそのまま採用し、買収による株価上昇分も公正価額の算定に(平均株価の計算に含むという形で)算入するという、比較的厳格な考え方を採用した代表例といえる。

### 民事保全法上の意義
保全の必要性の判断において、会社法上は原則として保護されていない、株主総会における議決権割合をもって、｢著しい損害｣を認めた点が注目される。

### ソフトロー研究上の意義
日本証券業協会の定めた自主ルールはあくまで｢指針｣であって、法的拘束力を持たないソフトローである。にもかかわらず、本決定を含む多くの裁判例においてこの自主ルールが重要視されていることは、成熟したソフトローがハードロー化していく一例を提供していると見ることができる。

## その後
2004年6月1日の裁判で現経営陣の買収防衛策が失敗したことにより、買収側は2004年6月29日の定時株主総会において5人の取締役を選任することに成功した。しかし、旧経営陣も6人の取締役を擁していたため買収側は取締役会で過半数を握れず、経営権そのものは移転しなかった。その後の曲折を経て、同年11月26日の臨時株主総会で旧経営陣側の取締役が解任され、企業買収は完成した。